# Tobrilia longicaudata
Tobrilia longicaudata är en rundmaskart som beskrevs av Andrassy 1968. Tobrilia longicaudata ingår i släktet Tobrilia och familjen Tripylidae. Inga underarter finns listade i Catalogue of Life.